# روي سميث (لاعب كرة قدم)
روي سميث (بالإنجليزية: Roy Smith)‏ (19 مارس 1936 براولبندي في باكستان - ) هو لاعب كرة قدم بريطاني في مركز الهجوم. لعب مع نادي بورتسموث ووست هام يونايتد ونادي هيرفورد.